# Население на Либерия
Населението на Либерия според последното преброяване от 2008 г. е 3 476 608 души.

## Численост
Численост на населението според преброяванията през годините:
| Година | Численост |
| 1984   | 2 101 628 |
| 2008   | 3 476 608 |

## Възрастова сткруктура
- 0 – 14 години: 43% (мъжe 681 136 / жени 680 501)
- 15 – 64 години: 54% (мъже 826 751 / жени 867 402)
- над 65 години: 3% (мъже 54 334 / жени 54 032)

## Расов състав
- 99,8 % – черни
- 0,2 % – бели (5000 души)

## Религия
- 40 % – местни религии
- 40 % – християни
- 20 % – мюсюлмани

## Език
Официален език в Либерия е английският.